# Винер, Леонид Дмитриевич
Леонид Дмитриевич Винер — российский архитектор, гражданский инженер.

## Биография
Родился не позднее 1863 года.
Начальное образование получил в Первой Санкт-Петербургской военной гимназии, после чего поступил в Строительное училище в 1878 году и окончил его в 1883 году по первому разряду с правом на чин X класса. Начал свою службу в Главном обществе Российских железных дорог в Вильно. С 1886 года он занимал должность младшего инженера Вильнюсского строительного управления и одновременно (до 1890 года) работал помощником начальника 8-й Варшавской железной дороги.
В 1895—1901 годах служил виленским губернским инженером, сменив умершего М. В. Айвазова.

## Проекты и постройки

### Вильнюс
- Здание Железнодорожного техникума в Вильно (1880-е);
- Здание Виленского земельного банка (1880-е);
- Здание Окружного суда (совместно с М. Прозоровым по проекту В. Прусакова, 1888—1890[5]);
- Детский приют отдела заведений Императрицы Марии;
- Реконструкция Большой Вильнюсской синагоги (1893; не сохранилась).

### Елгава
- Собор Симеона и Анны (совместно с Н. М. Чагиным, 1890—1892).